# Simon Mignolet
Simon Mignolet (wym. [ˈsimɔn ˈmiɲɔlɛ], ur. 6 marca 1988 w Sint-Truiden) – belgijski piłkarz grający na pozycji bramkarza. Od 2019 roku jest zawodnikiem Club Brugge.
W latach 2011–2022 wielokrotny reprezentant Belgii. Brązowy medalista Mistrzostw Świata w 2018 roku.

## Kariera klubowa

### Belgia
Karierę piłkarską Mignolet rozpoczął w klubie Sint-Truidense VV. W 2005 roku awansował do kadry pierwszego zespołu. 5 maja 2007 zadebiutował w pierwszej lidze belgijskiej w przegranym 0:1 domowym meczu z KAA Gent. W 2007 roku stał się podstawowym bramkarzem Sint-Truidense. W 2008 roku spadł z nim do drugiej ligi. 11 kwietnia 2009 w meczu drugiej ligi z KSK Ronse (5:1) strzelił swoją pierwszą bramkę w karierze. Na koniec sezonu 2008/2009 wrócił z Sint-Truidense do pierwszej ligi.

### Sunderland
Latem 2010 roku Mignolet został zawodnikiem Sunderlandu. Z nowym klubem podpisał pięcioletni kontrakt. Swój debiut w Sunderlandzie zanotował 15 sierpnia 2010 w zremisowanym 2:2 domowym meczu z Birmingham City. W zespole Sunderlandu rywalizował o miejsce w bramce ze Szkotem Craigiem Gordonem.

### Liverpool

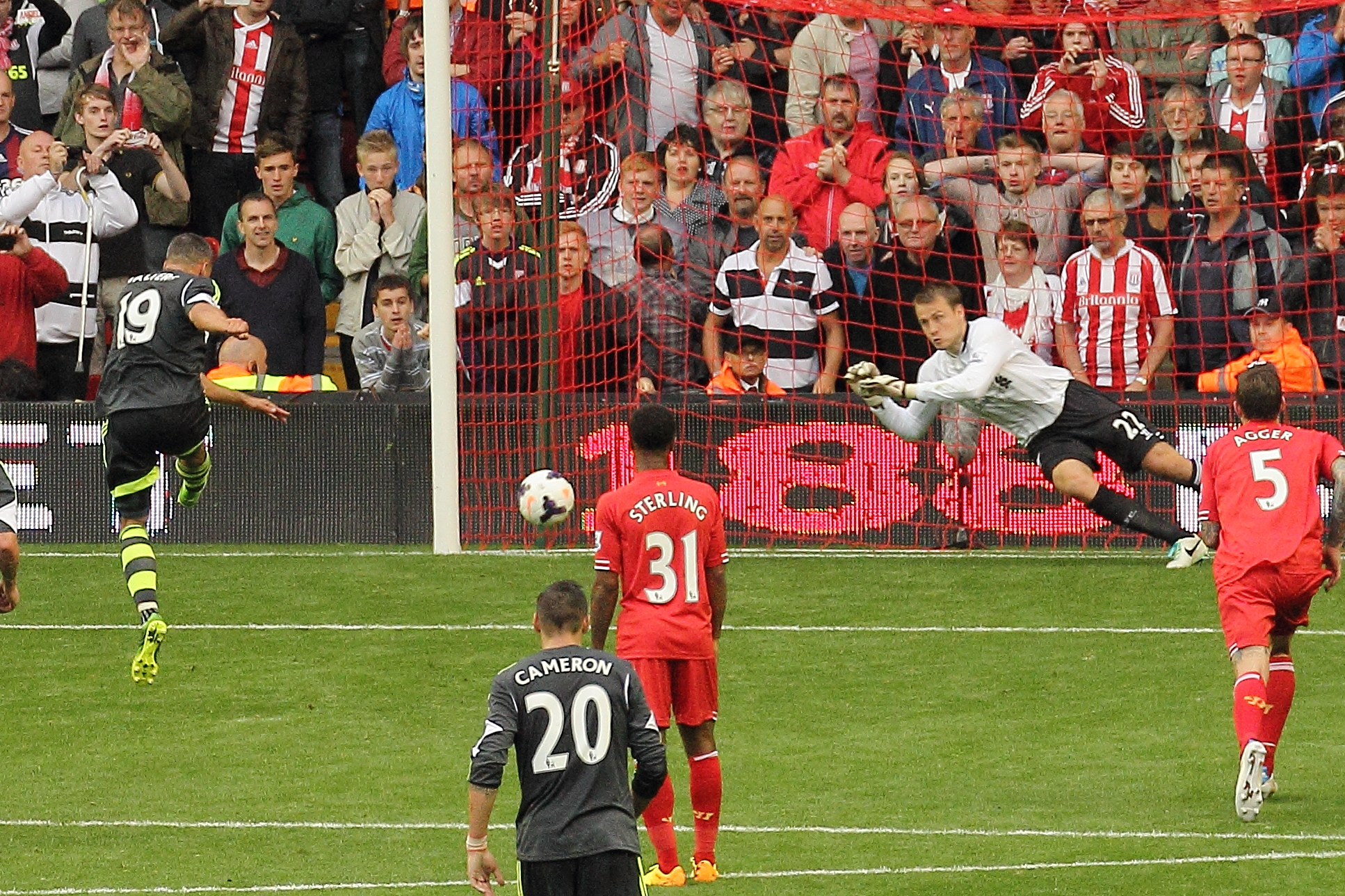
Mignolet broniący rzut karny podczas debiutanckiego meczu w Liverpoolu (2013).

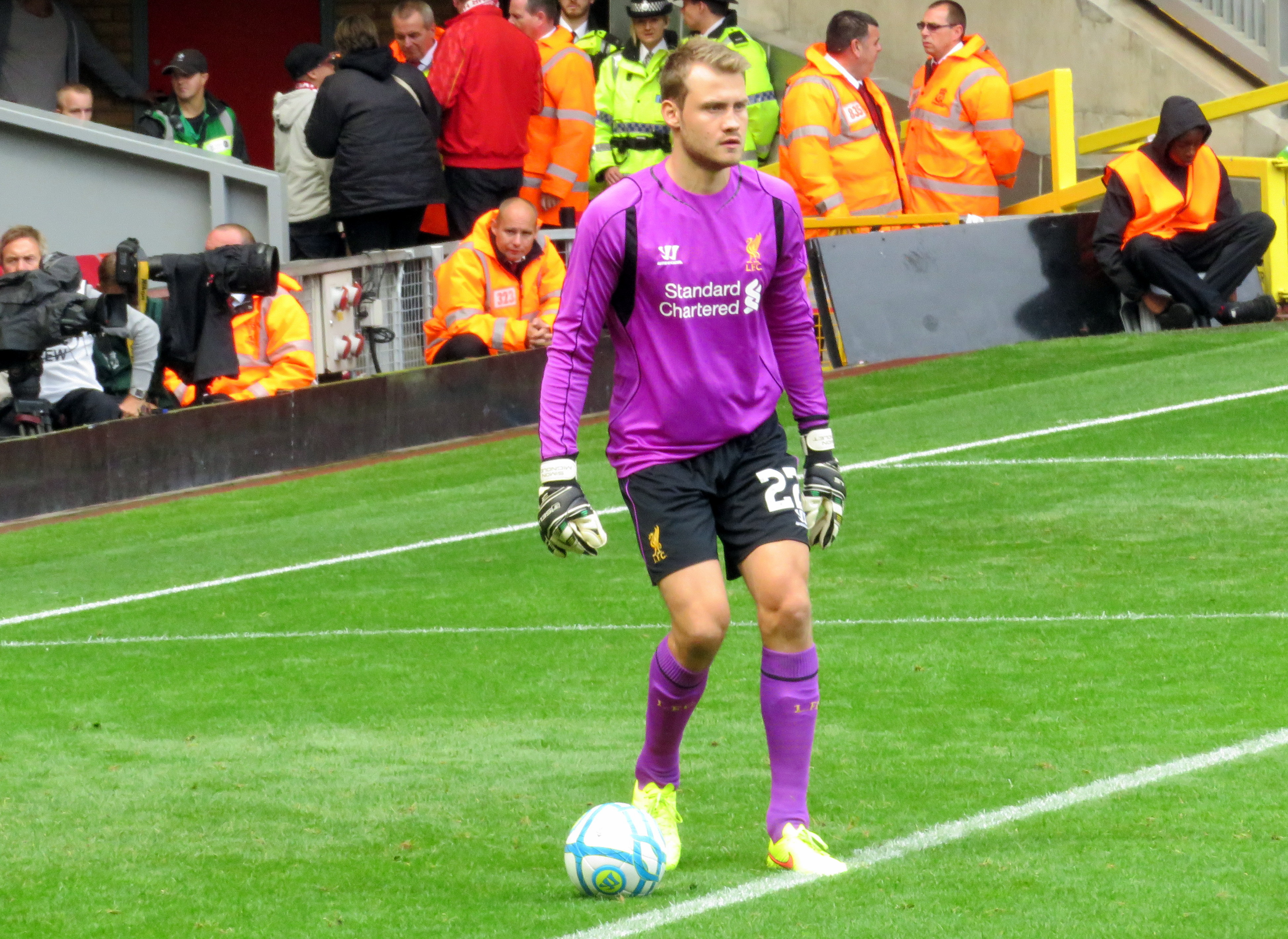
Mignolet w barwach Liverpoolu (2014).

25 czerwca 2013 roku podpisał kontrakt z Liverpoolem. 17 sierpnia w pierwszej kolejce sezonu, przeciwko Stoke City F.C. Mignolet obronił rzut karny wykonywany przez Johnatana Waltersa, i dobitkę Kenwyne'go Jonesa. 18 stycznia 2016 roku przedłużył umowę z Liverpoolem o kolejne pięć lat. Kilka dni później zagrał w finałowym spotkaniu Pucharu Ligi Angielskiej z Manchesterem City, gdzie The Reds ulegli w rzutach karnych.

## Kariera reprezentacyjna

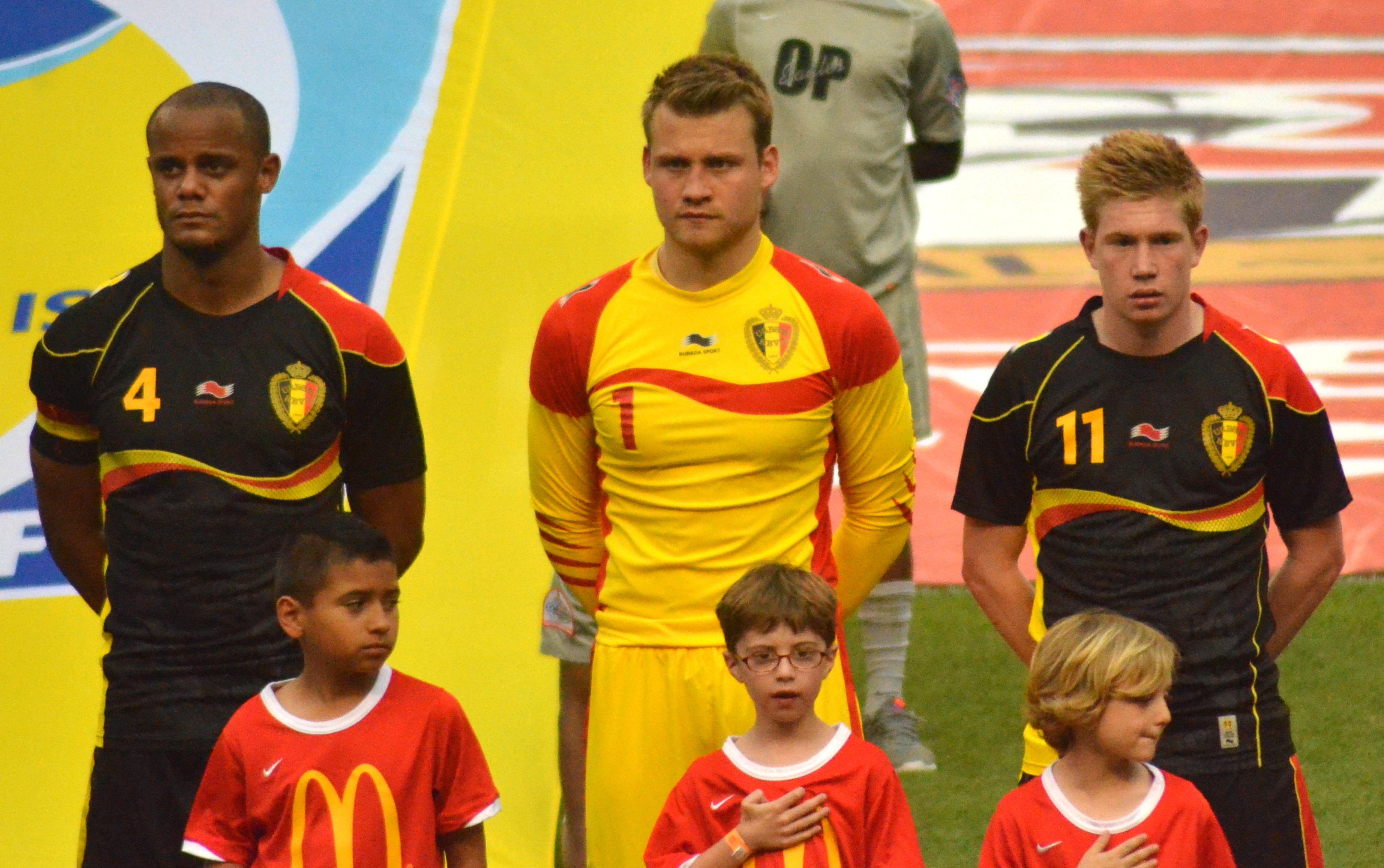
Mignolet (w środku) w 2013 roku w drużynie narodowej

Mignolet jest wielokrotnym reprezentantem kraju na poziomie juniorskim (U-16, U-17, U-18) oraz młodzieżowym (U-19, U-20, U-21). W seniorskiej kadrze Belgii zadebiutował 25 marca 2011 r. w wygranym 2:0 wyjazdowym meczu eliminacji do Euro 2012 z Austrią.

## Statystyki kariery

### Statystyki klubowe
Aktualne na dzień 5 sierpnia 2019 r.
|                    |                    |                    | Liga | Liga | Puchar | Puchar | Puchar ligi | Puchar ligi | Europa | Europa | Łącznie | Łącznie |
| Sezon              | Klub               | Liga               | M    | G    | M      | G      | M           | G           | M      | G      | M       | G       |
| ------------------ | ------------------ | ------------------ | ---- | ---- | ------ | ------ | ----------- | ----------- | ------ | ------ | ------- | ------- |
| 2006/07            | Sint-Truiden       | Eerste klasse      | 19   | 0    | 0      | 0      | —           | —           | —      | —      | 19      | 0       |
| 2007/08            | Sint-Truiden       | Eerste klasse      | 24   | 0    | 1      | 0      | —           | —           | —      | —      | 25      | 0       |
| 2008/09            | Sint-Truiden       | Tweede klasse      | 29   | 1    | 2      | 0      | —           | —           | —      | —      | 31      | 1       |
| 2009/10            | Sint-Truiden       | Eerste klasse      | 28   | 0    | 1      | 0      | —           | —           | —      | —      | 29      | 0       |
| 2010/11            | Sunderland         | Premier League     | 23   | 0    | 1      | 0      | 2           | 0           | —      | —      | 26      | 0       |
| 2011/12            | Sunderland         | Premier League     | 29   | 0    | 6      | 0      | 0           | 0           | —      | —      | 35      | 0       |
| 2012/13            | Sunderland         | Premier League     | 38   | 0    | 2      | 0      | 0           | 0           | —      | —      | 40      | 0       |
| 2013/14            | Liverpool          | Premier League     | 38   | 0    | 0      | 0      | 2           | 0           | —      | —      | 40      | 0       |
| 2014/15            | Liverpool          | Premier League     | 36   | 0    | 7      | 0      | 3           | 0           | 8      | 0      | 54      | 0       |
| 2015/16            | Liverpool          | Premier League     | 34   | 0    | 3      | 0      | 3           | 0           | 15     | 0      | 55      | 0       |
| 2016/17            | Liverpool          | Premier League     | 28   | 0    | 0      | 0      | 3           | 0           | —      | —      | 31      | 0       |
| 2017/18            | Liverpool          | Premier League     | 19   | 0    | 1      | 0      | 0           | 0           | 2      | 0      | 22      | 0       |
| 2018/19            | Liverpool          | Premier League     | 0    | 0    | 1      | 0      | 1           | 0           | 0      | 0      | 2       | 0       |
| 2019/20            | Club Brugge        | Eerste klasse      | 0    | 0    | 0      | 0      | —           | —           | 0      | 0      | 0       | 0       |
| Łącznie w karierze | Łącznie w karierze | Łącznie w karierze | 345  | 1    | 25     | 0      | 14          | 0           | 24     | 0      | 408     | 1       |

### Statystyki reprezentacyjne
Aktualne na dzień 16 października 2018 r.
| Reprezentacja | Rok  | Mecze | Bramki stracone |
| ------------- | ---- | ----- | --------------- |
| Belgia        | 2011 | 8     | −6              |
| Belgia        | 2012 | 3     | −4              |
| Belgia        | 2013 | 3     | −7              |
| Belgia        | 2014 | 0     | 0               |
| Belgia        | 2015 | 3     | −3              |
| Belgia        | 2016 | 1     | −1              |
| Belgia        | 2017 | 2     | −3              |
| Belgia        | 2018 | 2     | −1              |
| Suma          | Suma | 22    | −27             |

| Mecze i gole w reprezentacji | Mecze i gole w reprezentacji | Mecze i gole w reprezentacji | Mecze i gole w reprezentacji | Mecze i gole w reprezentacji | Mecze i gole w reprezentacji | Mecze i gole w reprezentacji |
| #                            | Data                         | Stadion                      | Rywal                        | Wynik                        | Bramki                       | Rozgrywki                    |
| ---------------------------- | ---------------------------- | ---------------------------- | ---------------------------- | ---------------------------- | ---------------------------- | ---------------------------- |
| 1.                           | 25.03.2011                   | Wiedeń, Austria              | Austria                      | 2:0                          | 0                            | el. Euro 2012                |
| 2.                           | 29.03.2011                   | Bruksela, Belgia             | Azerbejdżan                  | 4:1                          | −1                           | el. Euro 2012                |
| 3.                           | 3.06.2011                    | Bruksela, Belgia             | Turcja                       | 1:1                          | −1                           | el. Euro 2012                |
| 4.                           | 10.08.2011                   | Lublana, Słowenia            | Słowenia                     | 0:0                          | 0                            | mecz towarzyski              |
| 5.                           | 2.09.2011                    | Baku, Azerbejdżan            | Azerbejdżan                  | 1:0                          | 0                            | el. Euro 2012                |
| 6.                           | 6.09.2011                    | Bruksela, Belgia             | Stany Zjednoczone            | 1:0                          | 0                            | mecz towarzyski              |
| 7.                           | 7.10.2011                    | Bruksela, Belgia             | Kazachstan                   | 4:1                          | −1                           | el. Euro 2012                |
| 8.                           | 11.10.2011                   | Düsseldorf, Niemcy           | Niemcy                       | 1:3                          | −3                           | el. Euro 2012                |
| 9.                           | 29.02.2012                   | Heraklion, Grecja            | Grecja                       | 1:1                          | −1                           | mecz towarzyski              |
| 10.                          | 2.06.2012                    | Londyn, Wielka Brytania      | Anglia                       | 0:1                          | −1                           | mecz towarzyski              |
| 11.                          | 14.11.2012                   | Bukareszt, Rumunia           | Rumunia                      | 1:2                          | −2                           | mecz towarzyski              |
| 12.                          | 29.05.2013                   | Cleveland, Stany Zjednoczone | Stany Zjednoczone            | 4:2                          | −2                           | mecz towarzyski              |
| 13.                          | 14.11.2013                   | Bruksela, Belgia             | Kolumbia                     | 0:2                          | −2                           | mecz towarzyski              |
| 14.                          | 19.11.2013                   | Bruksela, Belgia             | Japonia                      | 2:3                          | −3                           | mecz towarzyski              |
| 15.                          | 10.10.2015                   | Andora, Andora               | Andora                       | 4:1                          | −1                           | el. Euro 2016                |
| 16.                          | 13.10.2015                   | Bruksela, Belgia             | Izrael                       | 3:1                          | −1                           | el. Euro 2016                |
| 17.                          | 13.11.2015                   | Bruksela, Belgia             | Włochy                       | 3:1                          | −1                           | mecz towarzyski              |
| 18.                          | 9.11.2016                    | Amsterdam, Holandia          | Holandia                     | 1:1                          | −1                           | mecz towarzyski              |
| 19.                          | 28.03.2017                   | Soczi, Rosja                 | Rosja                        | 3:3                          | −3                           | mecz towarzyski              |
| 20.                          | 14.11.2017                   | Brugia, Belgia               | Japonia                      | 1:0                          | 0                            | mecz towarzyski              |
| 21.                          | 27.03.2018                   | Bruksela, Belgia             | Arabia Saudyjska             | 4:0                          | 0                            | mecz towarzyski              |
| 22.                          | 16.10.2018                   | Bruksela, Belgia             | Holandia                     | 1:1                          | −1                           | mecz towarzyski              |